# Glenn Nye

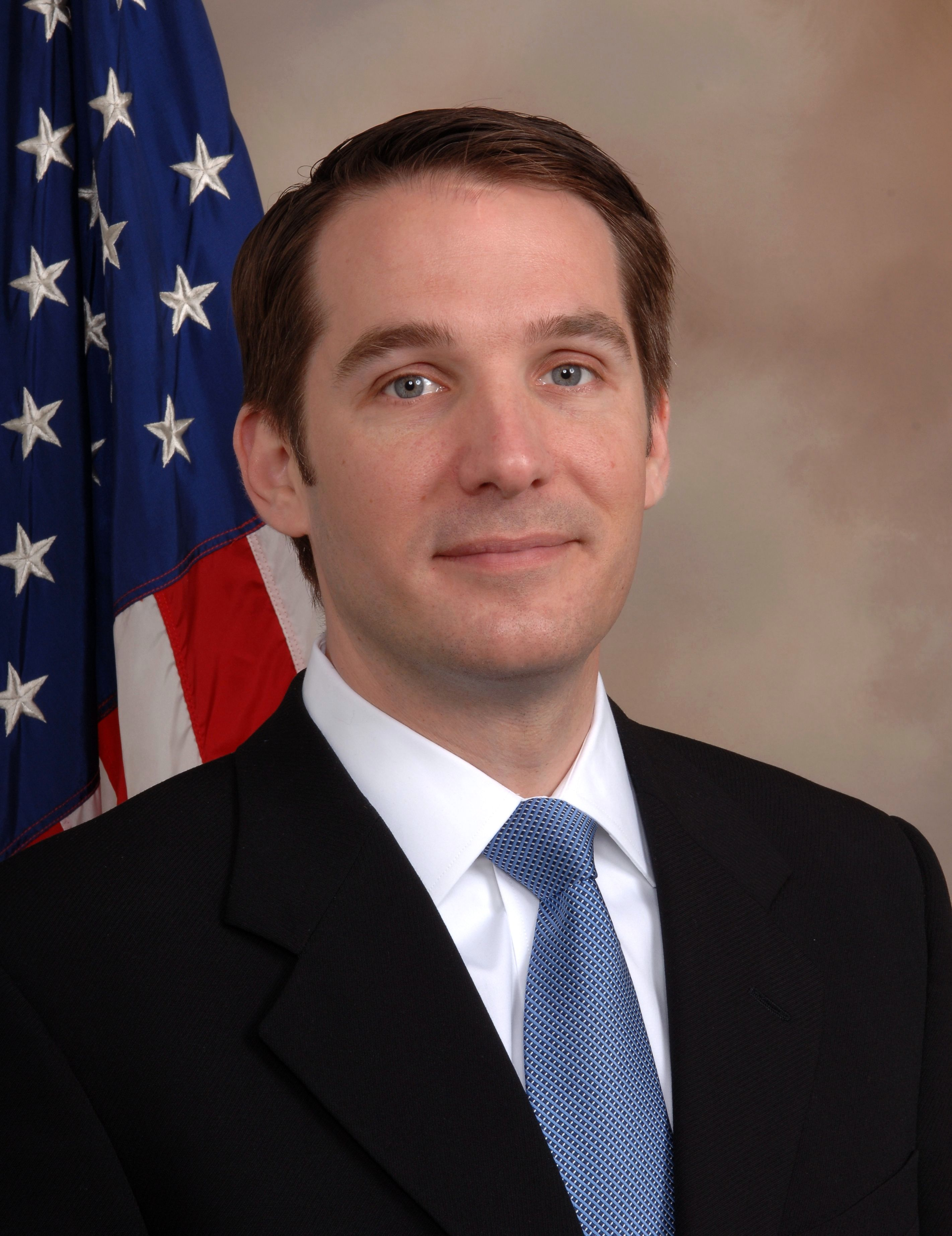
Glenn Nye (2009)

Glenn Carlyle Nye III (* 9. September 1974 in Philadelphia, Pennsylvania) ist ein US-amerikanischer Politiker. Zwischen 2009 und 2011 vertrat er den Bundesstaat Virginia im US-Repräsentantenhaus.

## Werdegang
Glenn Nye besuchte die Norfolk Academy in Virginia und studierte danach bis 1996 an der Georgetown University in Washington, D.C. Anschließend arbeitete er für die Europäische Bank für Wiederaufbau und Entwicklung, die sich vor allem um die Zukunft der früheren Ostblockstaaten kümmert. Seit 2001 war er im Auslandseinsatz für das US-Außenministerium tätig. Dabei wurde er unter anderem in Kosovo, Mazedonien, Afghanistan, Singapur und im Nahen Osten eingesetzt. Politisch schloss er sich der Demokratischen Partei an.
Bei den Kongresswahlen des Jahres 2008 wurde Nye im zweiten Wahlbezirk von Virginia in das US-Repräsentantenhaus in Washington gewählt, wo er am 3. Januar 2009 die Nachfolge von Thelma Drake antrat. Da er im Jahr 2010 dem Republikaner Scott Rigell unterlag, konnte er bis zum 3. Januar 2011 nur eine Legislaturperiode im Kongress absolvieren. Er war Mitglied im Streitkräfteausschuss, im Committee on Small Business und im Veteranenausschuss sowie in insgesamt sechs Unterausschüssen. Innerparteilich zählt er zur Blue Dog Coalition. Unter anderem stimmte er gegen den Clean Energy and Security Act und den Affordable Health Care for America Act.